# Меррімен (Небраска)
Меррімен (англ. Merriman) — селище (англ. village) в США, в окрузі Черрі штату Небраска. Населення — 87 осіб (2020).

## Географія
Меррімен розташований за координатами 42°55′23″ пн. ш. 101°41′59″ зх. д. / 42.92306° пн. ш. 101.69972° зх. д. (42.922998, -101.699732).  За даними Бюро перепису населення США в 2010 році селище мало площу 2,66 км², уся площа — суходіл.

### Клімат
| Клімат : Меррімен     | Клімат : Меррімен | Клімат : Меррімен | Клімат : Меррімен | Клімат : Меррімен | Клімат : Меррімен | Клімат : Меррімен | Клімат : Меррімен | Клімат : Меррімен | Клімат : Меррімен | Клімат : Меррімен | Клімат : Меррімен | Клімат : Меррімен | Клімат : Меррімен |
| Показник              | Січ.              | Лют.              | Бер.              | Квіт.             | Трав.             | Черв.             | Лип.              | Серп.             | Вер.              | Жовт.             | Лист.             | Груд.             | Рік               |
| Середній максимум, °C | 0,6               | 3,9               | 7,8               | 15,0              | 20,6              | 26,7              | 30,6              | 30,0              | 25,0              | 17,8              | 7,8               | 2,8               | 15,0              |
| Середній мінімум, °C  | −12,2             | −9,4              | −6,1              | 0,0               | 5,0               | 10,6              | 13,9              | 12,8              | 6,7               | 0,6               | −5                | −10               | 0,0               |
| Норма опадів, мм      | 13                | 13                | 23                | 48                | 76                | 84                | 69                | 48                | 36                | 28                | 15                | 10                | 457               |
| Днів з опадами        | 2                 | 3                 | 3                 | 4                 | 9                 | 7                 | 7                 | 6                 | 4                 | 2                 | 2                 | 2                 | 51                |
| --------------------- | ----------------- | ----------------- | ----------------- | ----------------- | ----------------- | ----------------- | ----------------- | ----------------- | ----------------- | ----------------- | ----------------- | ----------------- | ----------------- |
| Джерело: Weatherbase  |                   |                   |                   |                   |                   |                   |                   |                   |                   |                   |                   |                   |                   |

## Демографія
Згідно з переписом 2010 року, у селищі мешкало 128 осіб у 58 домогосподарствах у складі 36 родин. Густота населення становила 48 осіб/км².  Було 68 помешкань (26/км²).
Расовий склад населення:
| - 87,5 % — білих - 6,3 % — корінних американців - 1,6 % — чорних або афроамериканців |

До двох чи більше рас належало 4,7 %. Частка іспаномовних становила 0,8 % від усіх жителів.
За віковим діапазоном населення розподілялося таким чином: 22,7 % — особи молодші 18 років, 46,0 % — особи у віці 18—64 років, 31,3 % — особи у віці 65 років та старші. Медіана віку мешканця становила 51,0 року. На 100 осіб жіночої статі у селищі припадало 103,2 чоловіків;  на 100 жінок у віці від 18 років та старших — 94,1 чоловіків також старших 18 років.
За межею бідності перебувало 29,7 % осіб, у тому числі 46,7 % дітей у віці до 18 років та 31,8 % осіб у віці 65 років та старших.
Цивільне працевлаштоване населення становило 40 осіб. Основні галузі зайнятості: будівництво — 40,0 %, освіта, охорона здоров'я та соціальна допомога — 30,0 %, транспорт — 10,0 %, сільське господарство, лісництво, риболовля — 7,5 %.